# Oblio (Marvel Comics)
Oblio è un personaggio dei fumetti Marvel, è il fratello di Eternità, Morte e Infinità di cui è l'opposto. Il suo avatar è Maelstrom e, mentre Eternità e Infinità formano due facce di una medaglia, lui e Morte formano la faccia di un'altra medaglia: Morte è l'opposto di Eternità; Oblio è il contrario di Infinità.

## Biografia

### Un freddo benvenuto
Alla sua prima apparizione, Oblio è impegnato nella ricerca della figlia, Mirage, che ha assunto forma umana e si è rifugiata sulla Terra, dove ha convinto Bobby Drake, il mutante noto come Uomo Ghiaccio, ad aiutarla contro il padre. Per mezzo dei suoi tre tirapiedi alieni il preoccupato genitore attacca la figlia, ma alla fine Bobby convince i due a risolvere le loro divergenze in modo pacifico.

### Fratelli coltelli
Da sempre ai ferri corti con sua sorella Infinità, Oblio designa Maelstrom come suo avatar e lo invia, assieme al Latore di Morte, a distruggere l'intero universo. Fortunatamente, sulla sua strada si interpone Quasar, il campione di Eon, che ferma lo spaventoso piano e promuove la riconciliazione tra i due fratelli.

### Una gita ai laghi
Dopo un fallimentare scontro con i Vendicatori dei Grandi Laghi, Oblio solleva il Latore di Morte dal suo incarico e al suo posto ingaggia l'Uomo Porta, membro dello sconclusionato gruppo, recentemente deceduto. La notte di Natale, Latore di Morte cerca di rientrare nelle grazie di Oblio ma fallisce la prova che il suo vecchio padrone gli propone.

### Guerre cosmiche
Quando Drax il Distruttore e la nuova Quasar sono uccisi durante uno scontro con Mentore, finiscono nel regno di Oblio, questi spinge Phylla a trasformarsi nella nuova Avatar della Morte in modo da usarla nell'imminente War of Kings. Nella sua ultima apparizione, Oblio cerca di avvantaggiarsi di uno scontro che coinvolge alcune entità cosmiche, Galactus, Thor e Silver Surfer.

## Poteri e abilità
Oblio è un'entità apparentemente onnipotente e onnisciente, dotata di poteri di gran lunga superiori a quelli di qualunque altro personaggio presente nell'Universo.
Ovviamente il Supremo gli è superiore, così come l’Arcano, il Tribunale Vivente, Fenice Bianca della Corona e Molecola, e probabilmente lo è anche Eternità, sebbene di pochissimo. Inoltre può essere sconfitto dal possessore del Cuore dell'Universo, essendo artefatto che deriva direttamente dall'insuperabile potere del Supremo. La forma che possiamo percepire di Oblio è solo una rappresentazione usata per comunicare con gli esseri inferiori e ne possiede tutti i poteri. Teoricamente sarebbe possibile distruggere la sua rappresentazione, ma ciò non ferirebbe per nulla l'essenza del vero Oblio.